# Isoetes parvula
Isoetes parvula är en kärlväxtart som beskrevs av Hickey. Isoetes parvula ingår i släktet braxengräs, och familjen Isoetaceae. Inga underarter finns listade i Catalogue of Life.